# 拿骚 (巴哈马)

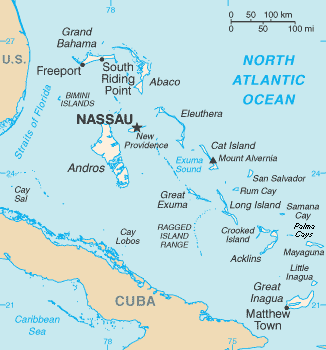
巴哈馬地圖

拿骚位于新普罗维登斯岛（New Providence），或译拿索，是巴哈马的首都（該城市亦曾為海盜共和國首都），也是该国的第一大城市和商业、文化中心。截至2023年4月，巴哈马2022年人口普查的初步结果显示，新普罗维登斯的人口为296,522人，占该国人口的74.26%，通常定义为首要型都市，其规模超过该国所有其他城镇。位於拿骚以東海上天堂島的亞特蘭蒂斯度假中心是聞名世界的旅遊勝地。

## 地理
- 巴哈馬行政區劃

## 交通

### 航空
- 新普羅維登斯國際機場（New Providence International Airport）：於1999年關閉。
- 林丁平德林国际机场（Lynden Pindling International Airport）

### 港口
- 喬治王子港（Prince George Wharf）：為巴哈馬最主要的港口，可通往附近的島嶼。

### 道路
拿索市中的主要的道路為：
- 西灣街（West Bay Street）
- 東方路（Eastern Road）
- 西南路（South West Road）
- 阿德雷得街（Adelaide Street）
- 卡麥可路（Carmicheal Road）
- 查理斯王子車道（Prince Charles Drive）
- 約翰·費茲傑羅·甘迺迪車道（John Fitzgerald Kennedy Drive）

## 景點

### 天堂島
- 亞特蘭蒂斯度假中心